# Pioc salvatge de l'Índia
El pioc salvatge de l'Índia (Ardeotis nigriceps) és una espècie de gran ocell de la família dels otídidss (Otididae) que habita (o almenys habitava) praderies i estepes del Pakistan i l'Índia.